# Christopher Abbott
Christopher Abbott (r. 1985./1986.) američki je glumac. Najbolje je znan za svoje nastupe u filmovima i televizijskim serijama kao što su Girls, Martha Marcy May Marlene i Hello I Must Be Going.